# Rutiga ninjan
Rutiga ninjan (danska: Ternet Ninja) är en dansk animerad komedifilm från 2018. Filmen är regisserad av Thorbjørn Christoffersen och Anders Matthesen. Rutiga ninjan är en filmatisering av Anders Matthesens bok Ternet ninja. Filmen hade premiär den 12 december 2018.
I mars 2019 framkom det att Anders Matthesen hade mottagit 238 052 danska kronor i stöd från Det Danske Filminstitut till en uppföljare.

## Handling
Filmen handlar om mobbade Alex som på sin födelsedag får en rutig ninjadocka som kan tala av sin gammelmorbror Stewart (från filmen "Torkel i knipa"). Ninjan vill hämnas på sin tillverkare som slog ihjäl ett barn som jobbade på fabriken ninjan tillverkades i.

## Medverkande

### Danska röster
- Alfred Bjerre Larsen (Kristoffer Collin, svenska) – Alex
- Emma Sehested Høeg (Matilda Smedius, svenska) – Jessica Oriander
- Anders Matthesen (Anton Olofson Raeder, svenska) – Rutiga ninjan och alla andra roller i filmen

## Om filmen
Filmen kan närmast betraktas som en uppföljare till Torkel i knipa. Filmen utspelar sig dessutom i samma kommun (baserad på Albertslund) som Torkel i knipa. Dessutom återkommer vissa av karaktärerna därifrån, som Onkel Stewart, Torkel (som är Alex kusin), Arne och Jason, som också var med i Torkel i knipa.

## Mottagande
Filmen fick ett allmänt bra mottagande av svenska kritiker och fick ett snittbetyg på 3,1 på kritiker.se. Aftonbladet gav den 3 av 5 och skrev att "figurerna ser gulliga ut. Men det är en hårdkokt dansk." och att filmen var "effektiv och underhållande berättad". Kulturnyheterna gav filmen 3 av 5 och beskrev den som "flabbig men underhållande" samt "Rutiga ninjan är på det stora taget riktigt underhållande, inte minst i de små detaljerna, i bild och berättelse, som piggar upp tittningen".
I Danmark sålde filmen 222 760 biljetter (inklusive smygpremiärsbiljetter) de första fyra dagarna, vilket är det bästa en dansk film någonsin har sålt så snabbt. Rutiga ninjan hade i mars 2019 sålt 926 256 biljetter, vilket gör det till den sjätte mest sedda danska filmen genom tiderna. I maj samma år hade den sålt 940 000 biljetter.